# Slammiversary XI
Slammiversary XI – gala wrestlingu zorganizowana przez amerykańską federację Total Nonstop Action Wrestling (TNA). Odbyła się 2 czerwca 2013 w Agganis Arena w Bostonie w stanie Massachusetts. Była to dziewiąta gala z cyklu Slammiversary oraz trzecie wydarzenie pay-per-view TNA w 2013 roku.
Karta wydarzenia obejmowała dziewięć walk:
| Nr                                 | Wyniki | Stypulacje                                                            | Czas  |
| ---------------------------------- | --- | --------------------------------------------------------------------- | ----- |
| 1                                  | Chris Sabin pokonał Kenny’ego Kinga (c) i Suicide’a                                                                                                   | Ultimate X match o TNA X Division Championship                        | 13:38 |
| 2                                  | Magnus, Samoa Joe i Jeff Hardy pokonali Aces & Eights (Wes Brisco, Garett Bischoff i Mr. Anderson)                                                    | Six Man Tag Team match                                                | 10:08 |
| 3                                  | Jay Bradley pokonał Sama Shawa | Singles match                                                         | 3:56  |
| 4                                  | Devon (c) (z Knuxem) pokonał Joseph Park poprzez wyliczenie pozaringowe                                                                               | Singles match o TNA Television Championship                           | 0:32  |
| 5                                  | Abyss pokonał Devona (c) (z Knuxem) | Singles match o TNA Television Championship                           | 3:49  |
| 6                                  | Gunner i James Storm pokonali Bobby’ego Roode’a i Austina Ariesa, Chavo Guerrero i Hernandeza (c) oraz Bad Influence (Christopher Daniels i Kazarian) | Four Way Elimination Tag Team match o TNA World Tag Team Championship | 16:42 |
| 7                                  | Taryn Terrell pokonała Gail Kim | Last Knockout Standing match                                          | 9:20  |
| 8                                  | Kurt Angle pokonał AJ Stylesa | Singles match                                                         | 15:44 |
| 9                                  | Bully Ray (c) pokonał Stinga | No Holds Barred match o TNA World Heavyweight Championship            | 14:22 |
| (c) – mistrz/mistrzyni przed walką | |                                                                       |       |

## Four Way Elimination Tag Team match
| Eliminacja | Drużyna                                        | Wyeliminowana przez | Sposób wyeliminowania                                                  |
| ---------- | ---------------------------------------------- | ------------------- | ---------------------------------------------------------------------- |
| 1          | Bad Influence (Christopher Daniels i Kazarian) | Dyskwalifikacja     | Daniels zaatakował Guerrero pasem mistrzowskim                         |
| 2          | Chavo Guerrero i Hernandez (c)                 | Austin Aries        | Aries przypiął Guerrero po tym, jak został uderzony pasem mistrzowskim |
| 3          | Austin Aries i Bobby Roode                     | Gunner              | Aries został zmuszony do poddania po akcji Gunnera – Gun Rack          |
| Zwycięzcy: | Gunner i James Storm                           |                     |                                                                        |